# Resistività elettrica
La resistività elettrica, anche detta resistenza elettrica specifica e indicata con la lettera greca "ρ", è la resistenza caratteristica di un pezzo di materiale conduttore avente lunghezza di 1 m e sezione di 1 m².  Rappresenta perciò la resistenza di un conduttore della sostanza in esame di lunghezza e sezione unitarie, ed è un parametro che dipende dalla temperatura e dalle proprietà del materiale. Nel sistema internazionale la resistività si misura in ohm per metro (Ω·m). I buoni conduttori hanno valori bassi di ρ, mentre i buoni isolanti hanno valori alti di ρ. La resistività differisce dalla resistenza in quanto è una proprietà specifica della sostanza in questione; al contrario la resistenza R è una proprietà di un oggetto che dipende dalla forma, dalla dimensione e dalla resistività del materiale.

## Definizione
La resistività ρ è definita come:
{\displaystyle \rho =E/j} in modulo, {\textstyle {\vec {E}}=\rho {\vec {j}}} vettorialmente
dove E è il campo elettrico, j la densità di corrente elettrica, o anche
{\displaystyle \rho ={\cfrac {1}{\sigma }}}
dove è la σ conduttività elettrica, misurata in Siemens su metro.
Resistività e resistenza, nel caso particolare in cui la corrente è continua e il conduttore è un lungo cilindro (ad esempio un filo), sono legate dalla formula:
{\displaystyle R=\rho {\frac {L}{A}}}
dove R è la resistenza, L è la lunghezza del cilindro, A è l'area della sezione circolare del cilindro.

## Unità di misura
L'unità di misura della resistività è l'ohm per metro {\displaystyle \Omega \!\cdot \!\mathrm {m} }
L'unità di misura della conducibilità elettrica (o conduttività elettrica) è {\displaystyle \mathrm {\frac {S}{m}} }
Nella progettazione di impianti elettrici, si preferisce utilizzare l'ohm per millimetro quadrato/metro {\displaystyle \Omega \!\cdot \!\mathrm {mm^{2}/m} }. Esso è un multiplo dell'ohm per metro e può essere ricavato moltiplicando il valore della tabella sopra riportata per 106.
Esempio con il rame: 1,68 × 10-8 Ωm moltiplicato 106 = 0,0168 Ωmm2/m. Tale valore rappresenta in maniera molto pratica ed immediata la resistenza di un filo di rame lungo 1 metro e della sezione di 1 millimetro quadrato.

## Dipendenza dalla temperatura

### Nei metalli
La resistività di un metallo aumenta all'aumentare della temperatura:
{\displaystyle \rho =\rho _{0}[1+\alpha (T-T_{0})]}
dove {\displaystyle \rho } è la resistività e T la temperatura, mentre {\displaystyle \rho _{0}} è la resistività del metallo alla temperatura T0 di riferimento, solitamente 20 °C, α è il coefficiente termico dipendente dal materiale. Nella grafite e nelle sue soluzioni la resistività diminuisce all'aumentare della temperatura. Nella costantana (lega binaria di Cu-Ni), la resistività non varia al variare della temperatura.

### Nei semiconduttori
La resistività di un semiconduttore diminuisce esponenzialmente con l'aumentare della temperatura. Più precisamente la relazione è data dalla formula di Steinhart-Hart:
{\displaystyle 1/T=A+B\ln R+C(\ln R)^{3}}
dove A, B e C sono coefficienti specifici del materiale.

### Nei dielettrici
La resistività di un materiale dielettrico diminuisce all'aumentare della temperatura.

### Nei superconduttori
Alcuni materiali, detti superconduttori, quando vengono portati al di sotto della loro temperatura critica, assumono una resistività uguale a zero, cioè non offrono alcuna resistenza al passaggio della corrente. Al di sopra della temperatura critica, con l'aumentare della temperatura aumenta la resistività.

## Resistività comuni
Nella seguente tabella sono riportate le resistività caratteristiche di alcuni materiali a condizioni normali (temperatura di 20 °C).
| Materiale                  | Resistività (Ωm)        |
| -------------------------- | ----------------------- |
| Grafene trasparente        | 1,00 x 10−8             |
| Argento                    | 1,62 × 10−8             |
| Rame                       | 1,68 x 10−8             |
| Oro                        | 2,35 × 10−8             |
| Alluminio                  | 2,75 × 10−8             |
| Tungsteno                  | 5,25 × 10−8             |
| Ferro                      | 9,68 × 10−8             |
| Platino                    | 10,6 × 10−8             |
| Costantana                 | circa 50 × 10−8         |
| Nichel-Cromo               | circa 106 × 10-8        |
| Kanthal                    | circa 140 × 10−8        |
| Acqua di mare              | 2,00 × 10−1             |
| Acqua potabile             | tra 2,00×101 e 2,00×103 |
| Silicio puro (non drogato) | 2,5 × 103               |
| Vetro                      | tra 1010 e 1014         |
| Quarzo fuso                | circa 1016              |

La tabella permette di capire facilmente perché il rame sia ampiamente usato per realizzare cavi elettrici. Il rame è quindi usato per linee elettriche di sezione inferiore, fili e cavi elettrici di uso comune, avvolgimenti dei motori e dei trasformatori. Per le linee elettriche con sezione maggiore viene invece utilizzato l'alluminio, che a fronte di una maggiore resistività rispetto al rame (e quindi a parità di corrente si utilizzano sezioni maggiori), ha i vantaggi di un peso specifico e costo inferiori, rendendo tra l'altro possibili campate di maggior lunghezza. L'argento è leggermente migliore del rame, ma è decisamente più costoso.
Nei materiali non omogenei, e in particolare quelli permeabili all'acqua, come il terreno o il legno, la percentuale di acqua influenza notevolmente il valore di resistività.